# Hyperolius glandicolor
Hyperolius glandicolor är en groddjursart som beskrevs av Peters 1878. Hyperolius glandicolor ingår i släktet Hyperolius och familjen gräsgrodor. IUCN kategoriserar arten globalt som otillräckligt studerad. Inga underarter finns listade i Catalogue of Life.